# Scott Island Bank
Scott Island Bank är en undervattensås i Antarktis. Den ligger i havet utanför Västantarktis. Nya Zeeland gör anspråk på området.